# Cleptometopus annulaticornis
Cleptometopus annulaticornis är en skalbaggsart som beskrevs av Mitono 1944. Cleptometopus annulaticornis ingår i släktet Cleptometopus och familjen långhorningar. Inga underarter finns listade i Catalogue of Life.